# Liu Biao (krijgsheer)

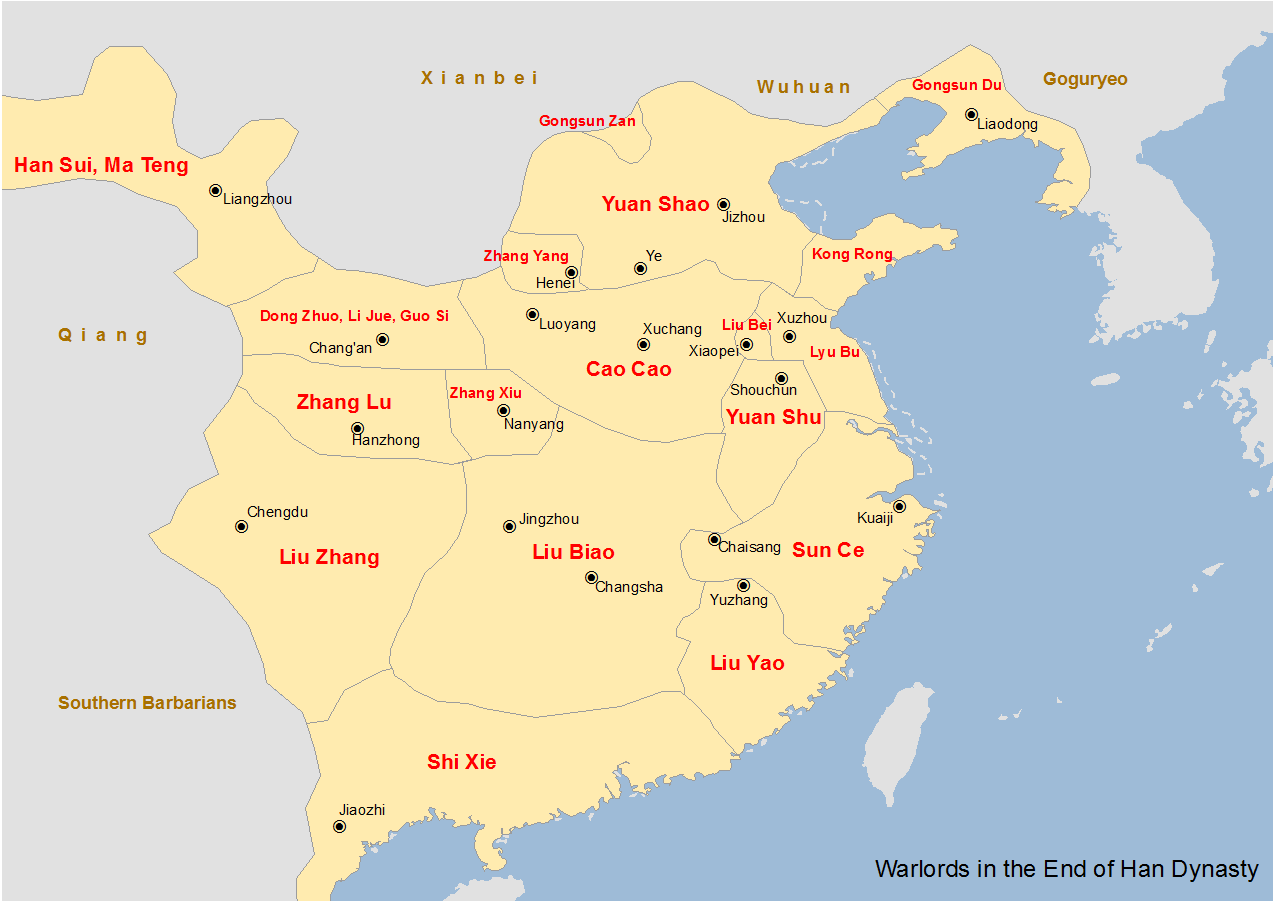
Kaart van China rond 200

Liu Biao of Jingsheng (ca150 - 208) was een Chinese krijgsheer op het eind van de Oostelijke Han-dynastie ten tijde van keizer Han Xiandi. Tussen 192 en 208 was hij gouverneur van de provincie Jing.

## Levensloop
Zijn militaire carrière als krijgsheer begon bij de Gele Tulbandenopstand in 184. De slag bij Xiangyang in 191 zal bepalend zijn voor de rest van zijn leven. In de slag die Liu Biao won, verloor Sun Jian, de generaal van Yuan Shu (zie kaart) het leven. Zijn zonen zullen zinnen op wraak.
In 200 vond de Slag bij Guandu plaats, een overwinning voor krijgsheer Cao Cao, die nu de sterke man was in Noord-China. De man die Cao Cao het meest haatte was Liu Bei. Liu Bei vluchtte naar Liu Biao. Intussen was Yuan Shu gestorven en volgden de zonen van Sun Jian hem op, eerst Sun Ce en daarna Sun Quan, de stichters van het Koninkrijk Wu. Liu Biao die er tot nu toe een neutrale houding op naliet, kwam plots in het oog van de storm terecht.
In 208 vond eerst de slag bij Jiangxia plaats, waarbij Sun Quan, Liu Biao een zware nederlaag toediende en later op het jaar kelderde Sun Quan de vloot van Cao Cao in de Slag bij de Rode Muur. Nog datzelfde jaar stierf Liu Biao aan een infectie. Liu Bei profiteerde van situatie om een deel van de provincie Jing in te palmen.